# Laurie Shong
Laurie Shong, né le 2 janvier 1974 à Vancouver, est un épéiste et pentathlonien canadien.

## Carrière
Laurie Shong participe aux Jeux olympiques d'été de 1992 à Barcelone dans deux disciplines, l'escrime et le pentathlon moderne. 7e en épée par équipes et 14e en épée individuelle, il est 59e de l'épreuve individuelle pentathlon moderne. Il remporte ensuite la médaille de bronze en épée individuelle aux Jeux panaméricains de 1999 à Winnipeg avant de terminer 28e de l'épreuve individuelle d'épée aux Jeux olympiques d'été de 2000 à Sydney.

## Vie privée
Il est marié à l'escrimeuse hongroise Aida Mohamed depuis 2005.

## Palmarès

### Jeux panaméricains
- Médaille de bronze en épée individuelle aux Jeux panaméricains de 1999 à Winnipeg.